# Rennenberg (Ruppichteroth)
Der Rennenberg ist eine 164,10 m hohe Erhebung bei Winterscheid in der Gemeinde Ruppichteroth. Der Berg wird von Bröl und Derenbach umflossen. Auf der westlichen Nebenkuppe befindet sich eine Ringwallanlage, die Rennenburg. Zu den weiteren Sehenswürdigkeiten zählt das Rennenbergkreuz aus dem Jahre 1788.